# 동대문시장 훈이 엄마
"동대문시장 훈이 엄마"는 1966년 공개된 대한민국의 영화이다.

## 배역
- 김지미
- 박노식
- 허장강
- 김천만
- 이지연
- 서영춘
- 김희갑
- 양훈
- 양석천
- 황정순
- 유계선
- 차유미
- 임소영
- 나정옥
- 윤신옥
- 권일정
- 김신명
- 김칠성
- 김수천
- 이기동
- 박병기